# Hyacinthe Gaëtan de Lannion
Hyacinthe Gaëtan de Lannion, marquis puis comte de Lannion, baron de Malestroit, seigneur du Cruguil et de Quinipily, né le 26 octobre 1719 et mort le 21 octobre 1762 à Mahón (Minorque), est un militaire, homme politique et administrateur territorial du royaume de France du XVIIIe siècle.

## Biographie
Hyacinthe Gaëtan de Lannion descend de la famille de Lannion, une famille noble, d'origine bretonne et d'ancienne extraction chevaleresque. Il est le fils unique d'Anne-Bretagne de Lannion (1682-1734) et de Gaëtane de Mornay de Montchevreuil (née v. 1690).
De 1735 à 1762 il est gouverneur de Vannes en Bretagne, une charge héréditaire dont il hérite à la mort de son père, avec le titre de comte de Lannion. Il n'est alors âgé que de quinze ans.
En 1739, il entre dans l'armée et est nommé colonel du régiment de Médoc, l'année suivante, il est fait chevalier de Saint-Louis (novembre 1740). En 1745, il est promu au grade de brigadier et trois ans plus tard, à celui de maréchal de camp. En 1756, à la suite du siège du fort Saint-Philippe et à la prise de Minorque par les troupes françaises du maréchal de Richelieu, sur les Britanniques, il est nommé Gouverneur de Minorque. Il occuper ce poste jusqu'en 1758, puis à nouveau entre 1760 et 1762. Entre-temps, il est fait chevalier du Saint-Esprit (2 février 1759) et promu lieutenant général des armées de sa Majesté (17 décembre 1759).
Sous son gouvernement à Minorque, il encourage le développement intellectuel de l'île et favorise l'usage du français. En 1761, il fonde le village de Sant Lluís sur l'île, en l'honneur du roi Louis IX. Il meurt en 1762 à Minorque, et est remplacé par Emmanuel Marie Louis de Noailles. Il est enterré en l'église Santa María à Mahón, sous une pierre tombale portant les armes des comtes de Lannion.

## Descendance
Dernier représentant mâle de la famille, il épouse le 4 juin 1738, Marie Charlotte de Clermont-Tonnerre (1721-1774). De cette union naissent deux filles :
- Félicité de Lannion (1745-1830), mariée à son oncle le duc de la Rochefoucault-Liancourt ; en effet il était le cousin germain de Marie Charlotte de Clermont-Tonnerre, mère de Félicité
- Pulchérie de Lannion (1747-1801), mariée au vicomte de Pons.

### Sources et bibliographie
- (ca) Cet article est partiellement ou en totalité issu de l’article de Wikipédia en catalan intitulé « Comte de Lannion » (voir la liste des auteurs).